# 구체적 범주
범주론에서 구체적 범주(具體的範疇, 영어: concrete category)는 추가 구조를 갖는 집합들의 범주로 생각할 수 있는 범주이다.

## 정의
구체적 범주 {\displaystyle ({\mathcal {C}},F)}는 다음과 같은 데이터로 구성된 순서쌍이다.
- {\displaystyle {\mathcal {C}}}는 범주이다.
- {\displaystyle F\colon {\mathcal {C}}\to \operatorname {Set} }는 집합과 함수의 범주 {\displaystyle \operatorname {Set} }로 가는 충실한 함자이다. 이 함자를 망각 함자(영어: forgetful functor)라고 한다.

## 예
흔히 등장하는 대부분의 범주들은 구체적 범주이다.
- 집합의 범주 {\displaystyle \operatorname {Set} }는 항등 함자를 통해 구체적 범주이다.
- 대수적 구조들의 범주는 모두 구체적 범주이다.
  - 군의 범주 {\displaystyle \operatorname {Grp} }
  - 아벨 군의 아벨 범주 {\displaystyle \operatorname {Ab} }
  - 가환환의 범주 {\displaystyle \operatorname {CRing} }
  - 가환 유사환의 범주 {\displaystyle \operatorname {CRng} }
  - 환의 범주 {\displaystyle \operatorname {Ring} }
  - 유사환의 범주 {\displaystyle \operatorname {Rng} }
  - 체의 범주 {\displaystyle \operatorname {Field} }
- 대부분의 기하학적 공간들 또한, 그 점들의 집합을 생각하여 구체적 범주로 만들 수 있다.
  - 위상 공간의 범주 {\displaystyle \operatorname {Top} }
  - 체 {\displaystyle K}에 대한 벡터 공간의 범주 {\displaystyle K{\text{-Vect}}}
- 임의의 군 {\displaystyle G}는 하나의 대상을 갖고, 모든 사상들이 가역원을 갖는 범주로 여길 수 있다. 이 경우, 임의의 충실한 {\displaystyle G}-작용 {\displaystyle G\to \operatorname {Sym} (S)}이 주어질 경우, 이를 통해 {\displaystyle G}를 구체적 범주로 만들 수 있다. 예를 들어, {\displaystyle G}의, 스스로에 대한 작용은 항상 충실하므로 이 작용을 사용할 수 있다.
- 임의의 부분 순서 집합 {\displaystyle (S,\leq )}은 순서 관계를 사상으로 삼아 범주로 여길 수 있다. 이 경우, 각 대상 {\displaystyle s\in S}를 집합 {\displaystyle S_{\leq s}=\{t\in S|t\leq s\}}로 대응시키고, 모든 사상 {\displaystyle s\leq t}를 포함 관계 {\displaystyle S_{\leq s}\hookrightarrow S_{\leq t}}로 대응시키는 함자를 통해 구체적 범주로 만들 수 있다.

위상 공간과 그 사이의 연속 함수들의 호모토피류들의 범주 {\displaystyle \operatorname {hTop} }는 구체적 범주로 만들 수 없다.